# اکرم عبدالغنی
اکرم عبدالغنی (انگلیسی: Akram Abdul Ghanee؛ زادهٔ ۱۹ مارس ۱۹۸۷) بازیکن فوتبال اهل مالدیو است.
وی همچنین در تیم‌های ملی فوتبال زیر ۲۳ سال مالدیو، و مالدیو بازی کرده است.